# نفق الحب
نفق الحب (بالأوكرانية: Туне́ль Коха́ння) هو جزء من السكك الحديدية بالقرب من مدينة كليفان [الإنجليزية] الأوكرانية التي تربطه مع أورزيف، وهي عبارة عن سكة حديدية محاطة بالأشجار ويبلغ طول الممر من 3 إلى 5 كيلومترات. يعتبر نفق الحب من الأماكن المفضلة للعشاق للتمشي فيه.

## المسار
يبدأ الخط من محطة كليفان على خط كوفل-روفنو، ويصل إلى المنطقة الشمالية من أورزيف والتي تخدمها أيضاً محطة على الخط الرئيسي. يبلغ طول الخط بأكمله حوالي 6.4 كم، وتغطي الغابات حوالي 4.9 كم منه، حيث يمتد النفق في أي مكان من 3 إلى 4.9 كم، وهذا يتوقف على كيفية حساب الأفراد له.

## الصور

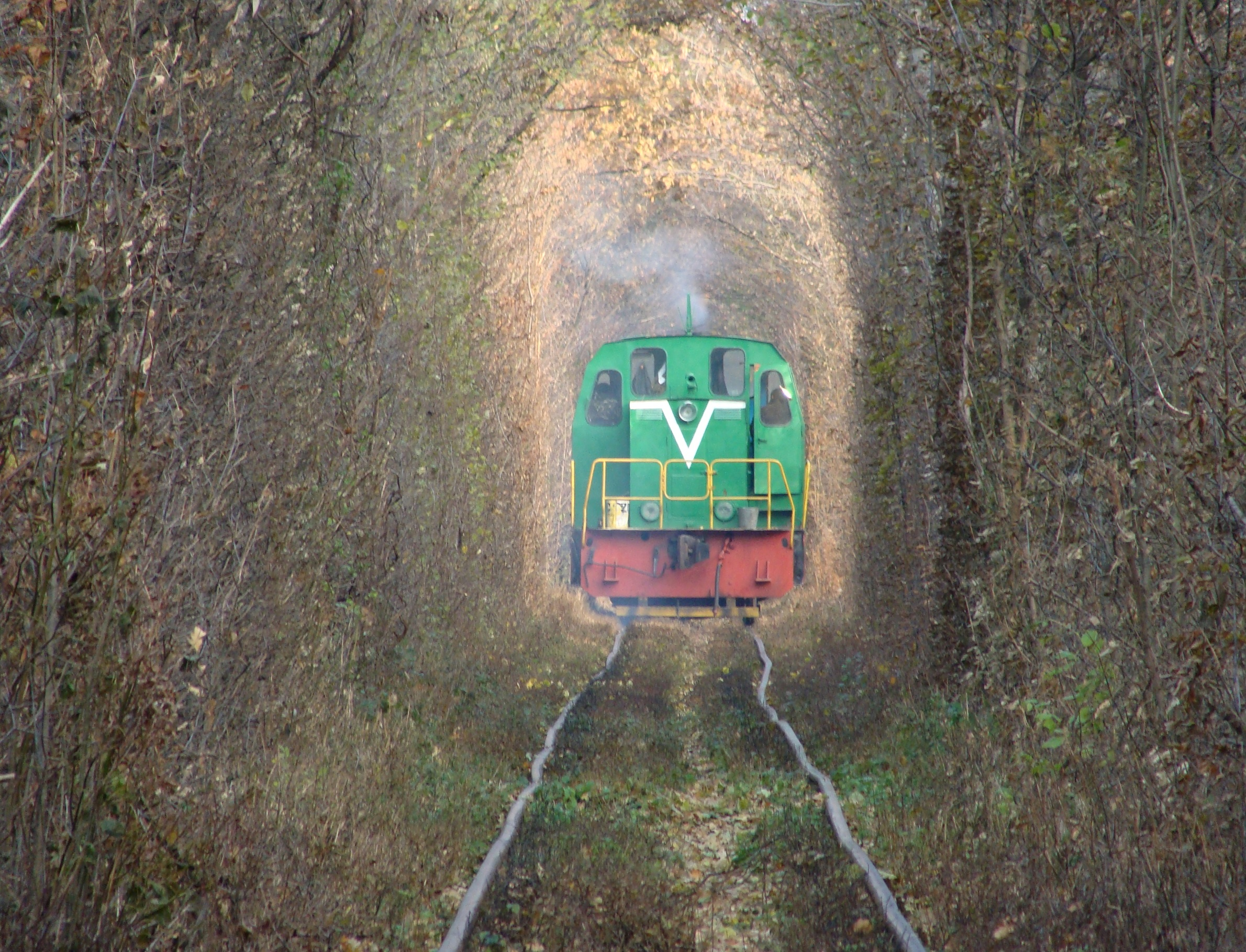
قطار يمر من خلال النفق (1)
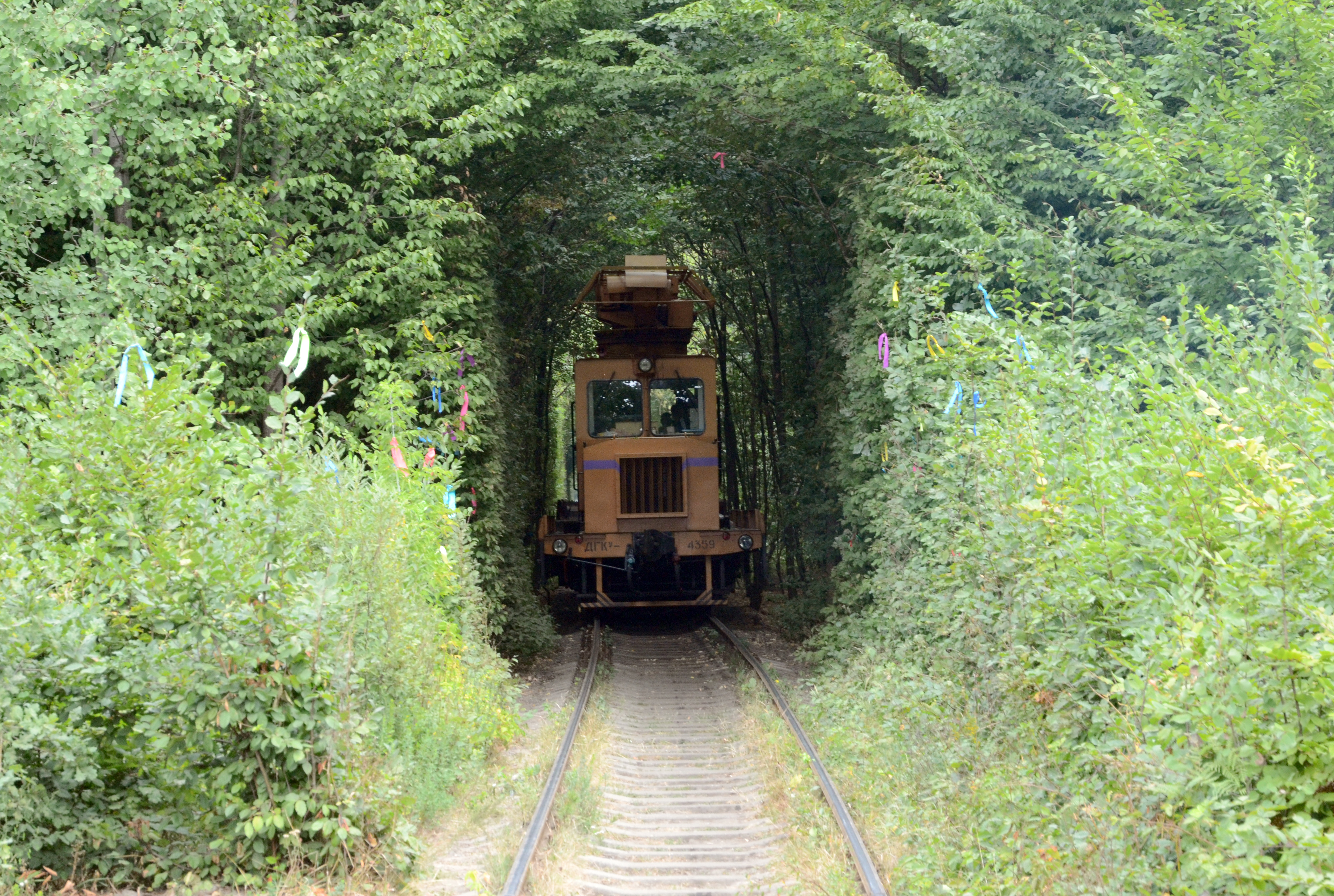
قطار يمر من خلال النفق (2)
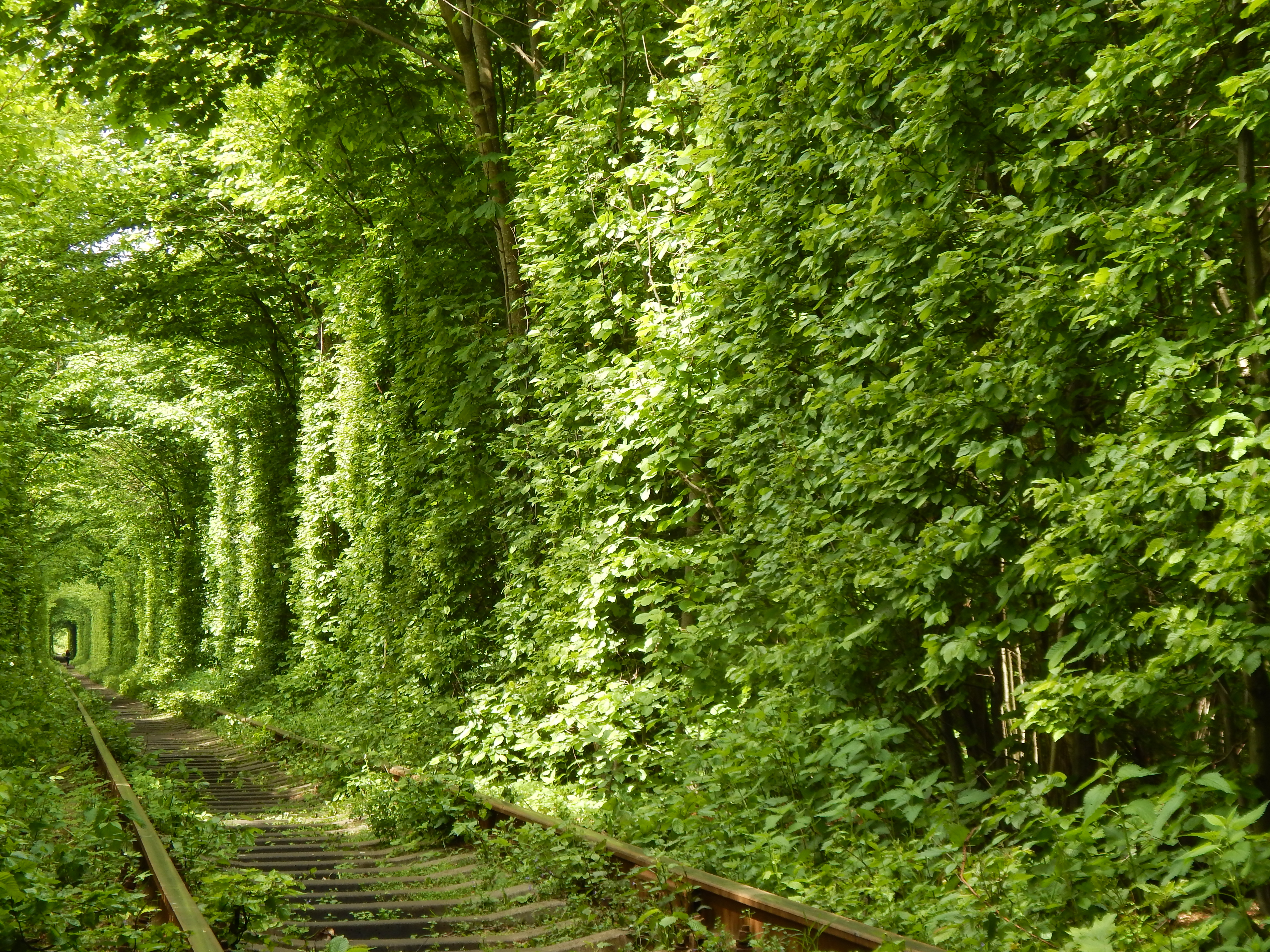
مشهد للنفق (1)
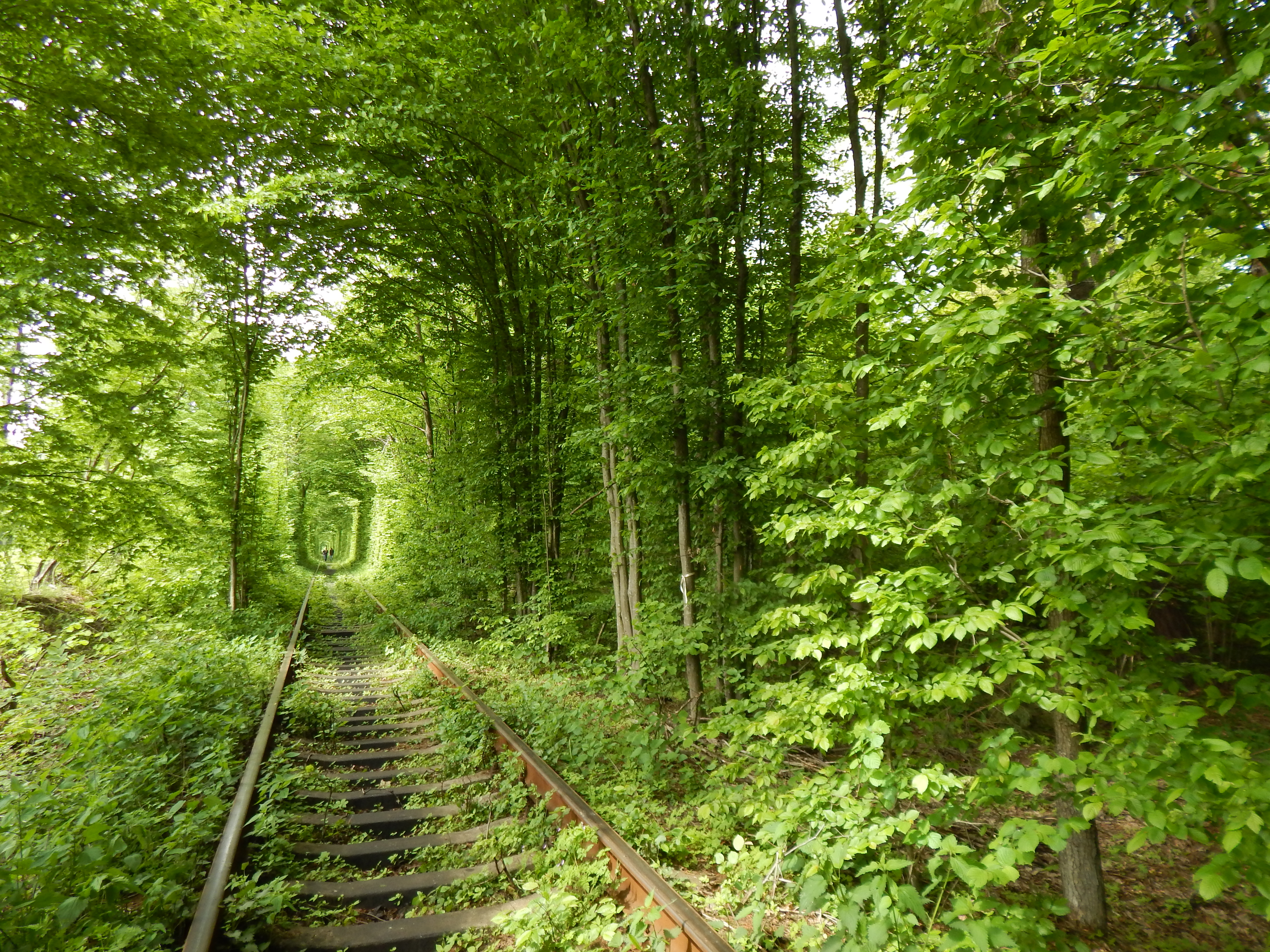
مشهد للنفق (2)